# Musikkonservatoriet Falun
Musikkonservatoriet Falun är en högskoleförberedande musikerutbildning startad år 1967 som Kopparbergs läns landstings högre musikskola av den kommunala musikledaren Svante Bohm. När läsåret 1967–1968 var över kunde den första kullen elever lämnade skolan
söka till Musikhögskolan.
Skolan har två musikutbildningar. En gymnasieutbildning som är en estetisk spetsutbildning med inriktningarna klassisk musik, folkmusik, jazz och komposition, och en eftergymnasial utbildning med samma inriktningar. Jazzutbildningen startade hösten 2008 och den gymnasiala folkmusikutbildningen startade hösten 2011.
Alla utbildningar har riksintag.
År 2021 medverkade deltagare från Musikkonservatoriet Falun vid SVT:s Luciamorgon i Tällberg.